# Inuit Nunangat
L'Inuit Nunangat (/i.nu.it.ˈnu.naŋ.at/ ; en syllabaire inuktitut : ᐃᓄᐃᑦ ᓄᓇᖓᑦ ; litt. « terres, eaux et glaces du peuple [inuit] ») est la patrie des Inuits au Canada. Cette patrie arctique se compose de quatre régions du nord du Canada appelées région désignée des Inuvialuit (terre des Inuvialuit et partie septentrionale du Yukon, des Territoires du Nord-Ouest), du territoire canadien du Nunavut (ᓄᓇᕗᑦ), du Nunavik (ᓄᓇᕕᒃ) dans le nord du Québec et du Nunatsiavut (ᓄᓇᑦᓯᐊᕗᑦ) à Terre-Neuve-et-Labrador.

## Étymologie
| Dorset  | Innus    |
| Thulé   | Béothuks |
| Vikings |          |

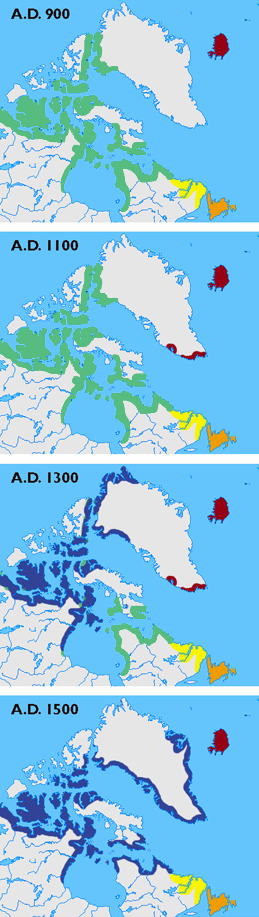
Cultures arctiques de 900 à 1500 :

Utilisant à l'origine le terme groenlandais « Nunaat » excluant les eaux et les glaces, les Inuits du Canada sont officiellement passés à l'inuktitut « Nunangat » en 2009 pour refléter la nature intégrale « des terres, des eaux et des glaces » à la culture inuite.

## Histoire

### Établissement des Inuits
Mis à part les Métis, les Inuits sont les plus récents arrivants autochtones sur le continent américain.
Les ancêtres inuits connus sous le nom de culture de Thulé ont colonisé l'Arctique en remplacement de la culture dominante précédente de Dorset (Tuniit). Le dernier vestige des Tuniit étaient les Sadlermiuts qui ont disparu au début des années 1900.
Les Inuits ont remplacé la culture locale du Dorset sur une période d'environ deux-cents ans au cours du premier millénaire de notre ère.
Le déplacement des Tuniit (ᑐᓃᑦ), ou du peuple Dorset, et l'arrivée des Inuits (dont les ancêtres sont souvent appelés Thulé) ont eu lieu dans les années 1100-1300 de notre ère. Venus de la Sibérie où ils se sont séparés des Aléoutes et d'autres peuples apparentés il y a environ 4 000 ans, les Inuits avaient atteint Inughuit Nunaat dans l'ouest du Groenland vers 1300 EC, apportant avec eux des chiens de transport et diverses nouvelles technologies.
Les relations commerciales étaient et restent fortes avec les pays et nations limitrophes,  comme avec les Gwich'in et les Tchipewyans (Dënesųłı̨né) de Denendeh et les Innus du Nitassinan ᓂᑕᔅᓯᓇᓐ, bien que des conflits occasionnels surgissent. Le commerce et les relations avec les Européens ont commencé avec des contacts entre Vikings et Inuits clairsemés et le commerce des Basques avec les NunatuKavummuit du sud du NunatuKavut et les Nunatsiavummuit. L'expédition de 1576 de Martin Frobisher pour trouver le passage du Nord-Ouest a atterri sur et autour de l'île de Baffin, dans la région actuelle de Qikiqtaaluk (ᕿᑭᖅᑖᓗᒃ, où trois Inuits, un homme appelé Calichough (Kalicho), une femme, Egnock (Arnaq), et son enfant, Nutioc (Nuttaaq) , ont été enlevés et amenés sur le continent européen, où ils sont tous morts,,,.
Le premier traité signé entre les Inuits et la Couronne britannique remonte à 1765, lorsque le NunatuKavut a tenu des négociations sur les droits d'utilisation des terres au Labrador. À peu près à la même époque, l'Église morave a mis en place des missions soutenues par les Anglais après des altercations entre le NunatuKavut et les gouvernements coloniaux, les raids des NunatuKavummuit sur les avant-postes de chasse à la baleine se terminant par les deux traités et les débuts d'un contrôle sévère de l'Église.

### Colonisation canadienne
La colonisation canadienne s'est étendue à l'Inuit Nunangat via les terres revendiquées comme la Terre de Rupert, le Territoire du Nord-Ouest et le Québec, y compris plus tard Terre-Neuve-et-Labrador. La propagation rapide des maladies, la richesse matérielle, les Églises chrétiennes et les services de police canadiens ont vu un déclin et un effondrement rapides de l'Inuit Nunangat, dont il se remet encore.
Étant donné que les colonisateurs européens ne souhaitaient guère s'établir dans une grande partie des territoires de l'Inuit Nunangat, la violence subie par les Premières Nations du sud était relativement minime dans le Nord. Cependant, les politiques d'assimilation, y compris l'abattage à grande échelle des chiens de la communauté entre 1950 et 1970, la délocalisation du Haut-Arctique, ainsi que la participation forcée au sein du système des pensionnats autochtones du Canada ont quitté la société inuite avec perte de langage et traumatisme intergénérationnel.

### Ère moderne
Aujourd'hui, l'Inuit Nunangat est supervisé par l'Inuit Tapiriit Kanatami (ᐃᓄᐃᑦ ᑕᐱᕇᑦ ᑲᓇᑕᒥ, ce qui signifie soit « Les Inuits sont unis avec le Canada », soit « Les Inuits sont unis dans le Canada ») qui agit comme une pièce maîtresse culturelle et quasi-gouvernement central pour les affaires inuites au Canada.
Alors que la confédération du Nunavut au Canada en 1999 via la Loi sur le Nunavut et l'Accord sur les revendications territoriales du Nunavut est la plus visible, chacune des régions de l'Inuit Nunangat ainsi que du NunatuKavut ont des revendications territoriales avec le Canada. Le Nunangit est tombé sous la juridiction de l'Inuvialuit Regional Corporation deux ans après la Convention définitive des Inuvialuit de 1984, et le Nunatsiavut a obtenu un gouvernement autonome en 2005 après la proposition de 2002 de l'Association des Inuits du Labrador pour un gouvernement distinct. Commençant par une revendication territoriale en 1977, des négociations ont débuté en 1988 entre la Labrador Inuit Association, les gouvernements de Terre-Neuve-et-Labrador et celui du Canada. Dans le Nord du Québec, la Société Makivik a été créée à la signature de la Convention de la Baie-James et du Nord québécois en 1978, prenant le relais de l'ancienne « Association des Inuits du Nord du Québec » des Nunavimmiut (ᑯᐸᐃᒃ ᑕᕐᕋᖓᓂ ᐃᓄᐃᑦ ᑲᑐᔾᔨᖃᑎᒌᖏᑦ, Kupaik Tarrangani Inuit Katujjiqatigiingit).
Enfin, le NunatuKavut ne fait pas officiellement partie de l'Inuit Nunangat, dont le traité avec les Britanniques remonte à 1765 et demeure en vigueur, le NunatuKavut Community Council (NCC) supervisant la gouvernance dans cette région.

## Démographie

Région désignée des Inuvialuit

Nunavut

Nunavik

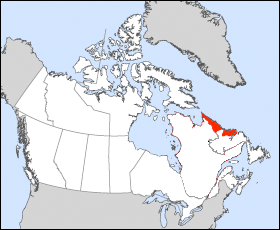
Nunatsiavut

Au recensement du Canada de 2016, la population de l'Inuit Nunangat était de 56 585 habitants. La population autochtone est de 49 020 habitants,,,, soit 86,63 %, et 47 330 (83,65 %) sont des Inuits.
| Région                         | Total  | Inuits | Premières Nations | Métis | Autres Autochtones | Non-Autochtones |
| ------------------------------ | ------ | ------ | ----------------- | ----- | ------------------ | --------------- |
| Région désignée des Inuvialuit | 5 335  | 3 110  | 860               | 130   | 25                 | 1 205           |
| Nunavut                        | 35 580 | 30 135 | 190               | 165   | 60                 | 5 025           |
| Nunavik                        | 13 115 | 11 800 | 135               | 30    | 30                 | 1 130           |
| Nunatsiavut                    | 2 560  | 2 290  | 25                | 35    | 0                  | 205             |
| Totaux                         | 56 595 | 47 330 | 1 210             | 360   | 115                | 7 565           |

Parmi les Inuits vivant dans l'Inuit Nunangat, 6,57 % vivent dans la région désignée des Inuvialuit, 63,66 % au Nunavut, 24,93 % au Nunavik et 4,84 % au Nunatsiavut,,,. Au total, en 2016, il y a 65 025 Inuits au Canada, dont 47 330 (72,79 %) dans l'Inuit Nunangat et 17 695 (27,21 %) dans d'autres régions du Canada.

### Communautés
| Municipalité  | Région                         | Population |
| ------------- | ------------------------------ | ---------- |
| Iqaluit       | Nunavut                        | 7 082      |
| Inuvik        | Région désignée des Inuvialuit | 3 243      |
| Kuujjuaq      | Nunavik                        | 2 754      |
| Rankin Inlet  | Nunavut                        | 2 441      |
| Arviat        | Nunavut                        | 2 318      |
| Qamani'tuaq   | Nunavut                        | 1 872      |
| Puvirnituq    | Nunavik                        | 1 779      |
| Inukjuak      | Nunavik                        | 1 757      |
| Cambridge Bay | Nunavut                        | 1 619      |
| Pond Inlet    | Nunavut                        | 1 549      |

Inuvik est le centre régional de la région d'Inuvik dans les Territoires du Nord-Ouest et sert de siège régional pour la région désignée des Inuvialuit. Iqaluit est la capitale du Nunavut et Kuujjuaq pour le Nunavik. Pour le Nunatsiavut, Hopedale (574 habitants) est la capitale législative et Nain (1 125 habitants) est la capitale administrative.
Il y a six collectivités dans la région désignée des Inuvialuit, une ville, Inuvik et cinq hameaux, Aklavik, Paulatuk, Sachs Harbour, Tuktoyaktuk et Ulukhaktok.
Il y a vingt-cinq communautés peuplées au Nunavut.
Une ville, Iqaluit et vingt-quatre hameaux, Arctic Bay, Arviat, Qamani'tuaq, Cambridge Bay, Cape Dorset, Chesterfield Inlet, Clyde River, Coral Harbour, Gjoa Haven, Grise Fiord, Hall Beach, Igloulik, Kimmirut, Kugaaruk, Kugluktuk, Naujaat, Pangnirtung, Pond Inlet, Qikiqtarjuaq, Rankin Inlet, Resolute, Sanikiluaq, Taloyoak et Whale Cove. De plus, il y a une communauté inhabitée reconnue par le gouvernement du Nunavut, Bathurst Inlet. Statistique Canada reconnaît également les communautés inhabitées de Nanisivik et d'Umingmaktok.
Il y a quatorze villages au Nunavik : Akulivik, Aupaluk, Inukjuak, Ivujivik, Kangiqsualujjuaq, Kangiqsujuaq, Kangirsuk, Kuujjuaq, Kuujjuarapik, Puvirnituq, Quaqtaq, Salluit, Tasiujaq et Umiujaq. Toutes sont des municipalités de villages nordiques et, à l'exception d'Ivujivik et de Puvirnituq, ont toutes des terres réservées associées.
Il y a cinq villes au Nunatsiavut : Hopedale, Makkovik, Nain, Postville et Rigolet.

### Langues

Répartition des variantes orales des langues inuites dans les territoires inuits.

La principale langue autochtone de l'Inuit Nunangat est l'inuktitut.
L'inuktitut (en syllabaire inuktitut : ᐃᓄᒃᑎᑐᑦ, /i.nuk.ti.ˈtut/), aussi appelé inuktitut de l'Est canadien, est une des principales langues inuites du Canada. Elle est parlée dans toutes les zones au nord de la limite des arbres, y compris dans des zones de Terre-Neuve-et-Labrador, du Québec, des Territoires du Nord-Ouest et au Nunavut. C’est une des langues écrites à l'aide du syllabaire autochtone canadien.
Il s’agit d'un des quatre grands ensembles dialectaux des langues inuites, les trois autres ensembles étant l'inupiaq, parlé en Alaska, l'inuvialuktun, parlé dans le Nord-Ouest canadien, et le groenlandais, parlé au Groenland.
En 2016, Statistique Canada recense 39 770 locuteurs, ce qui fait de l'inuktitut la deuxième langue autochtone la plus parlée du Canada.
L'anglais est largement compris et parlé dans l'ensemble de l'Inuit Nunangat, souvent avec l'inuktitut.
Le français est parlé par une minorité de la population, notamment au Nunavik faisant partie du Québec.

## Peuple
Les Inuits sont des peuples divers qui partagent des similitudes culturelles et linguistiques. De plus, il s'agit d'un peuple bimodal, parlant à la fois les langues orales (inuktut) et les langues des signes (Atgangmuurniq).

### Peuples de l'Inuit Nunangat
- Nunavummiut
- Kivallirmiut
- Nunavimmiut
- Inuvialuit
- Nunatsiavummuit

### Inuits à l'extérieur de l'Inuit Nunangat
- NunatuKavummuit
- Kalaallit / Inughuit / Tunumiit
- Iñupiaq

### Peuples liés
- Yup'ik
- Sugpiaq

## Géographie
Couvrant une grande partie de l'Arctique nord-américain, l'Inuit Nunangat se trouve principalement au-delà de la limite des arbres. En réalité, le territoire de l'Inuit Nunangat compose 35 % de toute la superficie terrestre du Canada et 50 % de son littoral.

### Changement climatique
L'Inuit Tapiriit Kanatami a publié en 2019 sa stratégie nationale inuite sur les changements climatiques pour lutter et répondre à l'effondrement écologique et ses effets sur les Inuits et l'Inuit Nunangat.

## Culture
La culture inuite transcende les millénaires et comprend une production artistique variée, des sports et autres attributs culturels.